# Инцидент с опит за сваляне на самолет на DHL в Багдад през 2003 г.
На 22 ноември 2003 г., малко след излитане от Багдад, Ирак, товарен самолет „Еърбъс A300B4-203F“, собственост на белгийското подразделение на „Юропиън Еър Транспорт“ (извършва дейност като DHL „Авиейшън“), е ударен в лявото крило от ракета земя-въздух, докато изпълнява редовен международен полет до Мухарак, Бахрейн. Увреждането на крилото довежда до пожар и пълна загуба на хидравличните системи за управление на полета. В този момент резервоарът за гориво в лявото крило е пълен и това попречва на горивно-въздушните пари да експлодират, въпреки че горивото започва да изтича.
Тричленният екипаж се връща в Багдад и извършва безаварийно кацане на сериозно повредения A300, след като използва диференциалната тяга на двигателя. Това се случва въпреки повредите по крилото, пълната загуба на хидравлично управление, по-високата от безопасната скорост на кацане и отклонението от пистата върху неподготвен терен. След инцидента всички членове на екипажа получават няколко награди заради справянето със ситуацията.
Сара Даниел, журналистка от френско седмично списание, твърди, че до нея е изпратен от неизвестен източник видеозапис, който показва иракски бунтовници със скрити лица да изстрелват ракета по самолета. Тя твърди, че проучва иракските групи за съпротива, но отрича да има каквито и да е конкретни познания за хората, които извършват нападението, въпреки че присъства на място в момента на изстрелване на ракетата.